# نوال منصوری
نوال منصوری (انگلیسی: Nawal Mansouri؛ زادهٔ ۱ اوت ۱۹۸۵) بازیکن والیبال زن اهل الجزایر است.